# Murray-Canyon
Koordinaten: 65° 45′ S, 73° 0′ O
Der Ross-Canyon ist eine Tiefseerinne in der ostantarktischen Kooperationssee. Sie liegt vor dem Amery-Schelfeis und der Prydz Bay.
Namensgeber ist der schottische Botaniker George Robert Milne Murray (1858–1911), zeitweiliger Leiter des wissenschaftlichen Stabes der britischen Discovery-Expedition (1901–1904).